# Candidatus Phloeobacter fragariae
Genre
Espèce
Candidatus Phlomobacter fragariae est une espèce de protéobactérie, unique espèce du genre Candidatus Phlomobacter appartenant à la famille des Enterobacteriaceae.
Cette espèce phytopathogène est l'un des agents de la chlorose marginale du fraisier. 
Le vecteur de cette maladie est une cicadelle, Cixius wagneri.

## Liste d'espèces
Selon NCBI (15 août 2014) :
- Candidatus Phlomobacter fragariae